# Joe Morello
Pour les articles homonymes, voir Morello.
Joseph Morello, connu sous le nom de Joe Morello, né le 17 juillet 1928 à Springfield (Massachusetts), et mort le 12 mars 2011 à Irvington (New Jersey), est un batteur de jazz et professeur de musique américain, notamment connu pour avoir joué pendant près de 10 ans dans le Dave Brubeck Quartet.
Figure incontournable de l'histoire de la batterie dans le jazz, il fut en particulier remarqué pour son jeu dans des morceaux à la métrique originale, comme Take Five et Blue Rondo à la Turk.

## Biographie
Né dans une famille pauvre d'immigrés napolitains, Morello, souffrant d'une cécité partielle depuis sa naissance, se consacre très tôt à des activités d'intérieur. Il entame l'étude du violon à l'âge de cinq ans, et joue trois ans plus tard en tant que soliste dans l'Orchestre symphonique de Boston (avec lequel il jouera notamment le Concerto pour violon nº 2 de Mendelssohn). Incapable de lire une partition, il apprendra tout en mémorisant ce qu'il entend.
À l'âge de 15 ans, il fait la connaissance du violoniste Jascha Heifetz et, estimant qu'il ne sera jamais capable d'égaler son jeu, décide de changer d'instrument et de se consacrer à la batterie. Il joue dans divers groupes de jazz ou de musique latine. Il étudie avec Joe Sefcik, puis avec George Lawrence Stone, auteur du célèbre traité de caisse claire Stick Control for the Snare Drummer. Stone est si impressionné par les idées du jeune Morello qu'il les intègre dans son livre suivant Accents & Rebounds, d'ailleurs dédié à Morello. Plus tard, Morello étudie avec le percussionniste du Radio City Music Hall, Billy Gladstone.
Âgé d'une vingtaine d'années, Morello s'installe à New York poussé par Sal Salvador et Phil Woods, et travaille avec de nombreuses autorités du jazz comme Johnny Smith, Art Pepper, Dizzy Gillespie, Tal Farlow, Gil Mellé, Stan Kenton, Marian McPartland, Jay McShann, et Howard McGhee, entre autres,. Il joue un temps dans le trio de McPartland, puis refuse en 1956 des invitations de se joindre aux groupes de Benny Goodman et Tommy Dorsey, préférant effectuer une tournée de deux mois avec le Dave Brubeck Quartet.
C'est alors qu'il devient célèbre ; il est élu batteur de l'année trois années consécutives par le Down Beat Reader's Poll. Il jouera pendant près de dix ans dans la formation de Dave Brubeck, participant à plusieurs dizaines d'enregistrements, et notamment le célèbre Time Out, riche en expérimentations rythmiques. En 1961, il enregistre un premier album en solo.
Par la suite il sera leader de diverses formations, enseignera la musique dans le monde entier et sera l'auteur de divers traités de technique instrumentale, notamment New Directions In Rhythm (1963), Master Studies (1963) et Off the Record (1966). Parmi ses anciens élèves on peut citer Danny Gottlieb, Max Weinberg, Rich Galichon et Dom Famularo (en).
Il a, au total, participé à l'enregistrement de près de 200 disques.

## Discographie

### Leader
- Joe Morello
- It's About Time
- Another Step Forward
- Going Places
- Morello Standard Time

### Sideman
Avec Gary Burton
- New Vibe Man in Town
- Who is Gary Burton?

Avec Dave Brubeck
- Time Out
- Gone With the Wind - Short'nin' Bread
- Time Further Out
- Countdown: Time in Outer Space
- At Carnegie Hall